# 熱乾麺
熱乾麺（ねつかんめん）は、武漢の著名な小吃、麺料理。茹でた小麦の麺に芝麻醤、搾菜、ネギ、およびコショウを食べる直前に混ぜ加えて調理される。武漢の典型的な朝食であり、通常朝の食堂か通り沿いの屋台で販売される。中国の最高の麺と評価された。

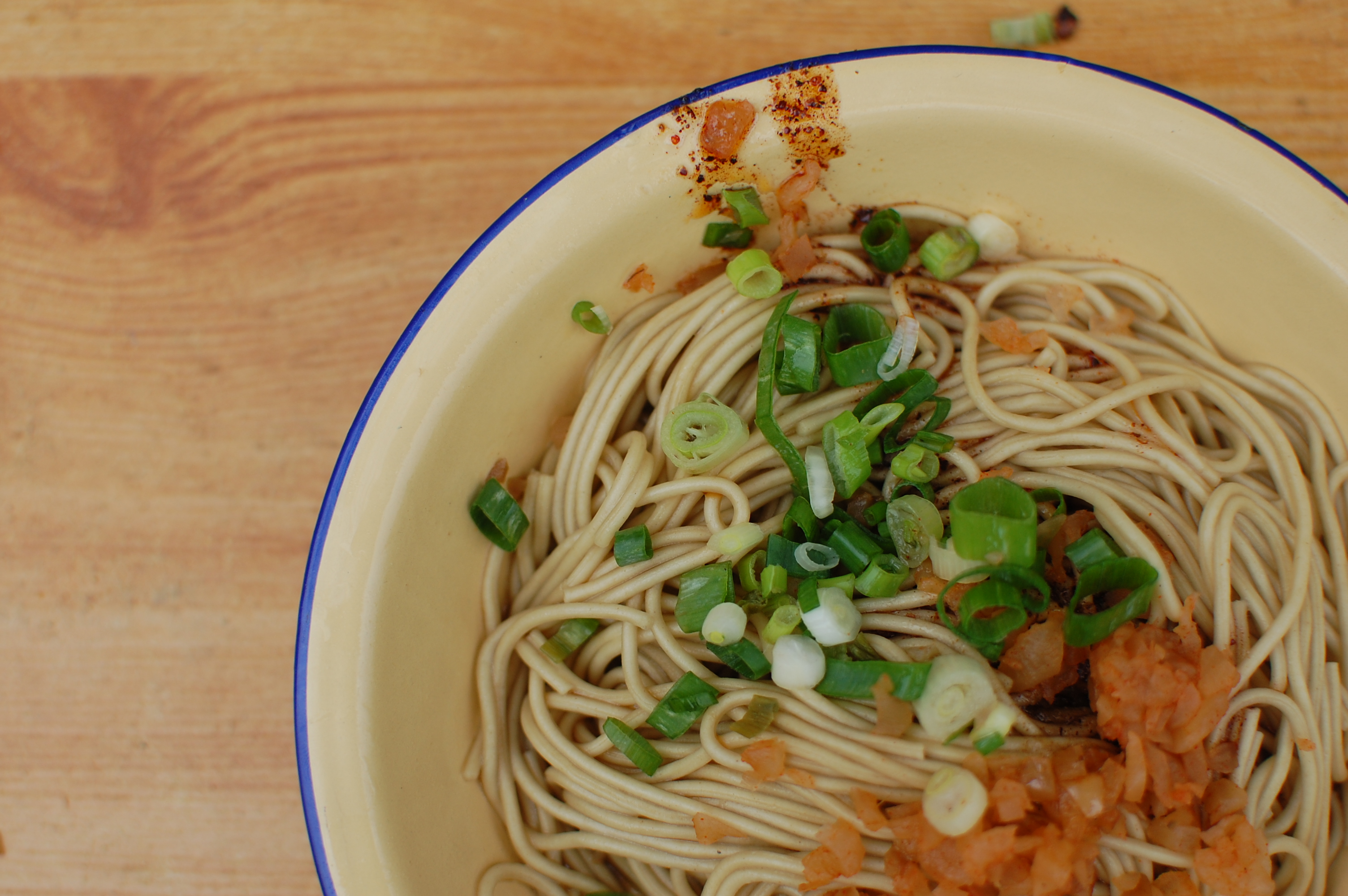

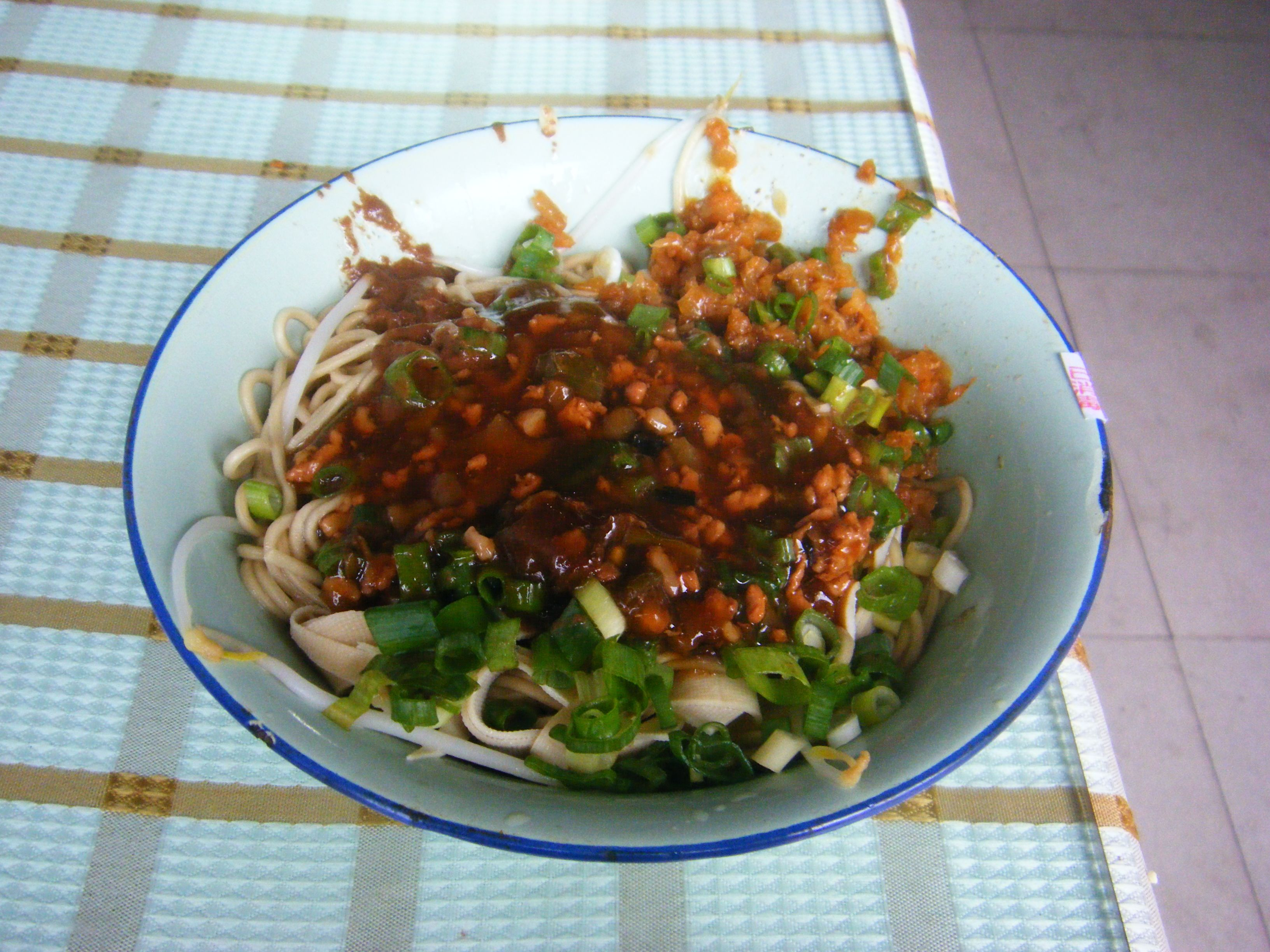

## 概要
武漢熱乾麺は、山西省の刀削麺、広東省の伊府麺、四川省の担担麺、および中国北部の炸醤麺とともに「中国の五大麺」といわれる（刀削麺、伊府麺、担担麺、打鹵麺（北京）、魚焙麺（河南省）を中国の五大麺と称する場合もある）。

## 歴史
起源に関して権威のある説は存在しない。しかし、広く伝わる伝承がある。「百年以上前のある日、漢口で商売をしていたタンメン売りが、不景気で商売が思うように行かず麺が売れ残った。そして、すでに茹でて火の通ってしまった麺をすくい取り、油で和えて家へ持ち帰った。翌日この麺をお湯で茹でなおし、芝麻醤を少し加えたところ、意外に美味であることを発見した。このようにして新しい料理が誕生した」というものである。
他には「1930年代に、漢口の麺屋（涼麺）が茹で上げた麺をテーブルの上で干していたところ、うっかりテーブルの油壺を倒してしまい麺が油まみれになってしまった。翌日軽く茹でなおし調味料を入れてみたところ美味であった。その後改良され、今日の熱乾麺ができた」といった話もある。

## 作り方
麺は八割方茹でた状態にしておき、料理油で和えて乾いた状態にしておく。通常、食べる朝の前の晩に仕込んでおく。食用する前に麺を大きい円錐形の竹籠の中に入れ、熱湯の中で三十秒間茹でる。何度か上げて湯をきり、その他の材料の入った器の中でかき混ぜて味を均等にする。食べる人の好みでチリソースと米酢を加える。